# The BBC Sessions (Electric Light Orchestra)
The BBC Sessions is een verzamelalbum van de Electric Light Orchestra (ELO) met tot dan toe niet uitgebrachte livetracks van die band. ELO had het bijltje er in 1986 bij neergegooid; er verscheen geen nieuw materiaal en er werden ook geen concerten gegeven. In de jaren volgende op de breuk kwamen er wel verzamelalbums uit, al dan niet met de grootste hits etc. The BBC Sessions ging verder terug in de tijd; zij ging terug naar de beginperiode van de band; de jaren 1973 tot en met 1974. Opnamen vonden plaats in de Langham Studio 1 van de British Broadcasting Corporation in het kader van het radioprogramma In session met Bob Harris, gepresenteerd door Bob Harris. Nummers zijn afkomstig van de eerste drie albums van de band.

## Musici
- Jeff Lynne – zang, gitaar
- Bev Bevan – drumstel
- Richard Tandy – toetsinstrumenten
- Mike de Albuquerque – basgitaar, zang
- Wilf Gibson – viool, tracks 1-5)
- Mik Kaminski – viool, tracks 6-10)
- Mike Edwards – cello, tracks 1-10
- Colin Walker – cello, track 1-5
- Hugh McDowell cello, track 6-10

## Muziek
| Nr. | Titel                                                                                 | Duur  |
| --- | ------------------------------------------------------------------------------------- | ----- |
| 1.  | Kuiama (opgenomen 11 januari 1973; uitgezonden 27 januari 1973)                       | 11:06 |
| 2.  | Roll over Beethoven (opgenomen 11 januari 1973; uitgezonden 27 januari 1973)          | 7:40  |
| 3.  | From the sun to the world (opgenomen 25 april 1973; uitgezonden 30 april 1973)        | 7:19  |
| 4.  | Momma (opgenomen 25 april 1973; uitgezonden 30 april 1973)                            | 6:56  |
| 5.  | In the hall of the mountain king (opgenomen 25 april 1973; uitgezonden 30 april 1973) | 5:42  |
| 6.  | King of the universe (opgenomen 13 februari 1974; uitgezonden 11 maart 1974)          | 2;35  |
| 7.  | Bluebird is dead (opgenomen 13 februari 1974; uitgezonden 11 maart 1974)              | 4:24  |
| 8.  | New world rising (opgenomen 13 februari 1974; uitgezonden 11 maart 1974)              | 4:02  |
| 9.  | Daybreaker (opgenomen 13 februari 1974; uitgezonden 11 maart 1974)                    | 3:32  |
| 10. | Ma-Ma-Ma Belle (opgenomen 13 februari 1974; uitgezonden 11 maart 1974)                | 3:40  |